# Alecu Filipescu-Vulpea
Alecu Filipescu-Vulpea (1775-1856) fue un político de Valaquia.

## Biografía
Nacido en Bucarest en 1775, recibió una esmerada educación en el extranjero y en el país, y dominaba las lenguas latina, griega antigua y moderna, francesa e italiana. Delegado boyardo junto a Tudor Vladimirescu en 1821, cumplió su misión con tanta habilidad que fue apodado «Vulpe». Portavoz de Justicia cuando el general Kisselef estuvo en el país, luego pasó al Ministerio de Asuntos Exteriores. Participó en la redacción del Regulamentul Organic. En 1842, junto con Filip Lenş, contribuyó mucho a la elección del príncipe Gheorghe Bibescu, quien más tarde le otorgó el título de «Mare Ban». Falleció en 1856.